# Земляные воробьи
Земляные воробьи (лат. Pyrgilauda) — род птиц семейства воробьиных (Passeridae). Распространены в Гималаях, Тибете и на западе Китая.

## Классификация
В состав рода включают 4 вида, которых ранее относили к роду Montifringilla:
- Pyrgilauda davidiana Verreaux, 1871 — Монгольский снежный вьюрок — Монголия, юг Сибири, север Китая
- Pyrgilauda ruficollis (Blanford, 1871) — Красношейный земляной воробей — Уттаракханд, Непал, Сикким, Бутан
- Pyrgilauda blanfordi (Hume, 1876) — Земляной воробей Блэнфорда — Китай, Индия, Непал, Пакистан
- Pyrgilauda theresae (Meinertzhagen, 1937) — Афганский земляной воробей — Афганистан